# Georg Mühlberg

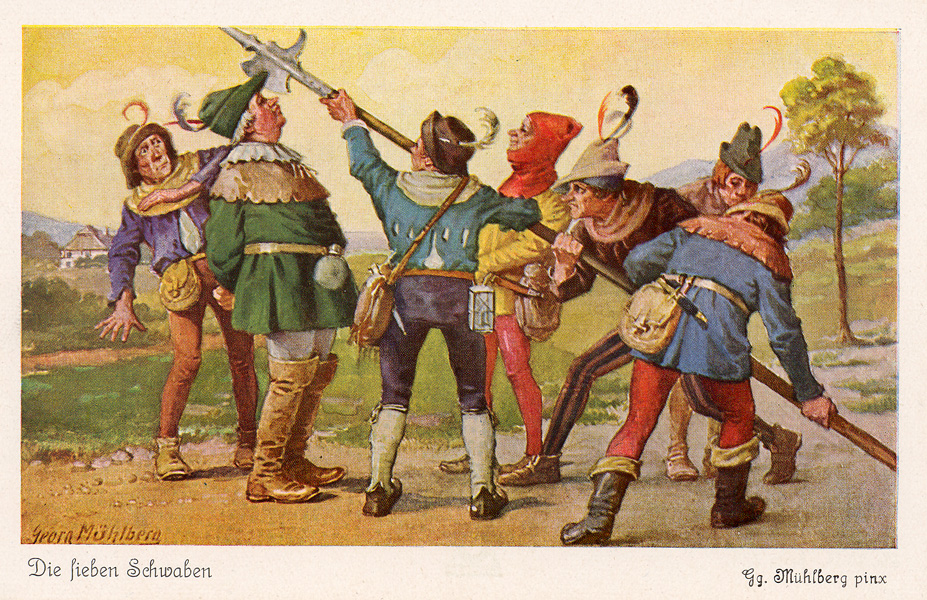
Die sieben Schwaben. Postkarte

Georg Mühlberg (* 5. Februar 1863 in Nürnberg; † 1. Januar 1925 in München) war ein deutscher Maler, Zeichner und Illustrator.
Mühlberg war der Sohn eines Nürnberger Schumachers, er studierte an der Akademie der Bildenden Künste München, an der er sich am 21. Oktober 1882 für die Naturklasse eingeschrieben hatte. illustrierte vor allem Kinder- und Jugendliteratur, darunter Fabeln (Paul Hey, 100 Fabeln für Kinder, 1903 u.ö., Farbbilder), Märchen und Zeitschriften. Mehrere Bilderzyklen haben das studentische Leben in schlagenden Verbindungen zum Gegenstand (Couleurbilder). Von Mühlberg stammen populäre Postkartenserien zu Märchen (Tischlein deck dich, Die Sieben Schwaben) und Sagen (Tristan-Sage) sowie zum historischen Roman Lichtenstein von Wilhelm Hauff (Der Pfeifer von Hardt) und Romanen von Eugenie Marlitt (Das Eulenhaus, Das Geheimniß der alten Mamsell, Goldelse, Reichsgräfin Gisela), Couleurpostkarten sowie Zeichnungen in den Zeitschriften Die Gartenlaube und Fliegende Blätter.